# 832 Karin
832 Karin è un asteroide della fascia principale del sistema solare. Scoperto nel 1916, presenta un'orbita caratterizzata da un semiasse maggiore pari a 2,8671309 UA e da un'eccentricità di 0,0798425, inclinata di 1,00456° rispetto all'eclittica.
Karin è il più grande asteroide della famiglia che prende il nome da esso (famiglia Karin, un sottogruppo della famiglia Coronide). La famiglia di Karin è interessante per via dell'età relativamente giovane: si suppone infatti che si sia formata in seguito ad un impatto catastrofico appena 5,8 milioni di anni fa. Al contrario, la maggior parte delle famiglie di asteroidi hanno età dell'ordine dei miliardi di anni.
Il suo nome è in onore di Karin Månsdotter, regina consorte di Svezia e moglie di Erik XIV Vasa.